# 久松勝行
久松 勝行（ひさまつ かつゆき）は、江戸時代後期の大名。下総国多古藩7代藩主。幕末・明治維新期の藩主で、版籍奉還により多古藩知事となった。旧名は松平 勝行（まつだいら かつゆき）。

## 生涯
天保3年（1832年）3月26日、6代藩主・松平勝権の長男として誕生した。庶出であったが、天保10年（1839年）に嫡子として届けられ、同時に通称を源三郎に改めている。
嘉永元年（1848年）10月7日、父の隠居により家督を継ぐ。同年12月16日に従五位下・豊後守に叙位・任官する。

### 神代徳次郎事件
嘉永2年（1849年）2月15日、初めて領地の多古に入るための半年間の暇を得る。
嘉永2年（1849年）7月3日夜、多古藩が幕府から「永御預」を命じられていた神代徳次郎が、収容されていた多古の屋敷から逃亡した。新藩主勝行が初めての国入りから江戸に出府する準備に藩内が追われた隙を狙っての脱出であった。
藩領内外での捜索が行われ、江戸家老の高橋勘作が責任を取るという形で切腹するなど藩は対応に追われた。神代は京都で捕縛されたが、事態収拾に要した出費は小藩には莫大であった。同年12月19日の幕府の裁許により、神代は死罪、藩主勝行は閉門処分を受け、家中14人に処罰（中追放2名、軽追放1名、押込11名）が行われた。
嘉永3年（1850年）5月に藩主勝行の閉門は解かれたが、12月に下総国・上総国の領地の大部分を召し上げて陸奥国楢葉郡・石川郡に代地を与える領地替え処分が行われた。表高に変更はなかったものの内高にして2000石あまりの減石となった。

### 幕末・明治維新期
安政2年（1855年）に大坂加番代を務め翌年交替。安政6年（1859年）10月17日に江戸城本丸が火災になった際には一ツ橋門の警衛にあたり、賞詞を受けている。このほか、日光祭礼奉行や辻固めなどの課役を果たしている。
文久2年（1862年）閏8月、二条城定番に任じられ、役料3000石を支給され、与力20騎、同心100人を付けられた。二条城定番の職務は翌文久3年（1863年）1月に一旦辞職するが、引き続き京都に滞在し、3月の将軍徳川家茂の参内に供奉した。同年6月には二条城勤番となり、八月十八日の政変の際には二条城内の警衛指揮にあたった。
なお、勝行が京都滞在中の文久3年（1863年）末には、九十九里地方で真忠組騒動が発生していた。多古藩は幕府から鎮圧を命じられ（ほかに佐倉藩、一宮藩、および東金に飛び地領があった福島藩に出動が命じられた）、関東取締出役の指揮下で行動を行った。このことで元治元年（1864年）11月に褒詞を受けている。この間の元治元年（1864年）7月に大蔵少輔に遷任する。
慶応2年（1866年）に京都での務めを辞して江戸に帰還。
慶応3年（1867年）10月の大政奉還後、朝廷は11月に大名を京都に召集するが、藩主勝行は病気を理由として参集しなかった。口実であるだけでなく、この後の経過からは実際に体調不良であったとも推測される。
慶応4年/明治元年（1868年）1月の鳥羽・伏見の戦いを受け、多古藩は新政府に恭順の意を示すとともに、2月24日に藩主勝行は徳川家との訣別を表すため松平姓を元の久松姓に戻し、3月に参内を果たした。戊辰戦争時には総野鎮撫府の命を受けて香取郡（藩領のほか、近隣の旧旗本領を含む）の警備に当たり、「巡邏隊」を編成した。7月に旧旗本領の管理は上総安房監察兼県知事（のちの宮谷県知事）柴山文平に移管される。10月、勝行は病気のため東京勤番が不可能であるとして帰藩療養が認められた。
翌明治2年（1869年）6月25日の版籍奉還で勝行は知藩事となったが、8月5日に38歳で死去した。家督・知藩事は久松勝慈が継いだ。

## 人物
- 勝行は儒学を重んじた人物で、学問を奨励し、父が江戸藩邸に開設した藩校「学問所」を拡充した[8]。多古藩学問所は藩士子弟のみならず、寺子屋を修了した領民の希望者の入学も認める学校であったが[8]、領民にも門戸を開いたのは勝行である[8]。

## 系譜
- 父：松平勝権
- 正室：栄子 - 本多忠考の娘[1]、操善院[9]。
- 子女
  - 長男：久松勝慈 - 家督を相続。『人事興信録』では、母として正室本多氏（操善院）を挙げる[9]。
  - 女子：謹子[注釈 6] - 大代有鄰[注釈 7]の妻[9]。
  - 男子：久松勝栄[注釈 8]
  - 男子：久松勝定[注釈 9]

### 補足
- 栄子夫人（1834年 - 1895年）は画や俳諧を能くした人物で、画は「如雪」の号を有し、俳諧は4世夜雪庵近藤金羅に学んだという[1][11]。